# Népliget metróállomás
A Népliget (az eredeti tervekben: Könyves Kálmán körút) a budapesti M3-as metróvonal egyik állomása az Üllői út/Könyves Kálmán körút kereszteződésénél, az Ecseri út és a Nagyvárad tér között. A megállót 1980. március 29-én adták át a M3-as metróvonal II/A szakaszával. Az állomást 2019. április 6. és 2020. október 22. között a vonal déli szakaszának rekonstrukciója miatt lezárták.

## Jellemzői
Az állomás szélsőperonos kialakítású, kéregvezetésű formában épült, 7,61 méterrel van a felszín alatt. Az állomás Nagyvárad tér felőli végén található a kijárat, hagyományos lépcsők vezetnek fel az aluljáróba. A Volánbusz-pályaudvar miatt fontos átszállóhely. Ennél az állomásnál található a Ferencvárosi TC Groupama Aréna stadionja.
A vágányok 5 ezrelékes esésben vannak a Nagyvárad tér irányába.

## Átszállási kapcsolatok
| Népliget | 1, 1A 254E 83 607, 608, 626, 628, 629, 630, 631, 632, 633, 635, 636, 650, 653, 655, 656, 660, 661, 705 1080, 1081, 1085, 1087, 1090, 1092, 1094, 1110, 1111, 1113, 1115, 1120, 1121, 1125, 1131, 1134, 1136, 1172, 1173, 1174, 1175, 1176, 1177, 1183, 1184, 1185, 1188, 1189, 1190, 1193, 1194, 1201, 1205, 1212, 1215, 1216, 1229, 1251, 1253, 1254, 1257, 1268 | Népliget autóbusz-állomás Groupama Aréna, MVM Dome, Planetárium, Országos Pedagógiai Könyvtár és Múzeum |

## Galéria

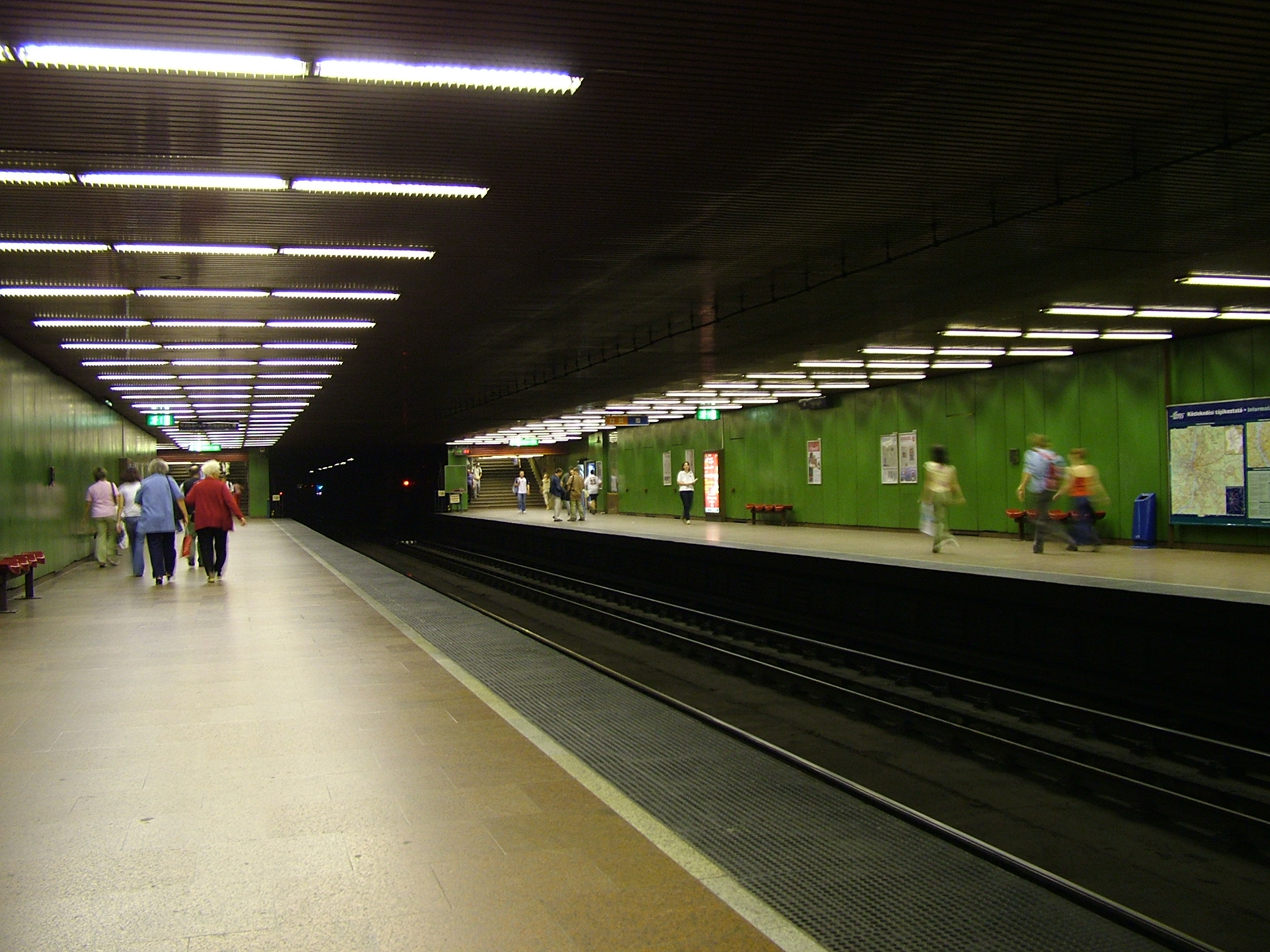
Az állomás a Nagyvárad tér felé a felújítás előtt
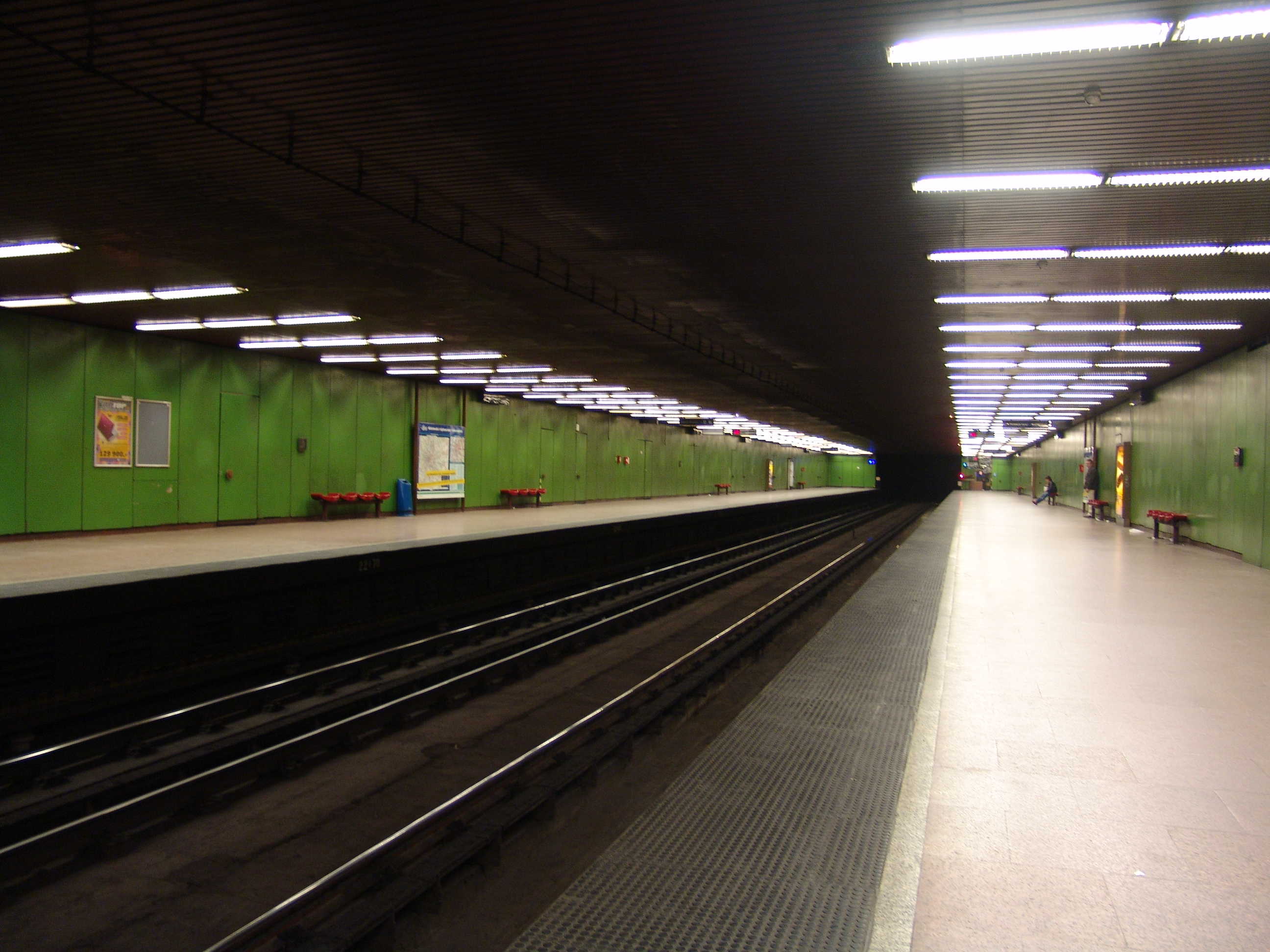
Az állomás felújítás előtt az Ecseri út felé
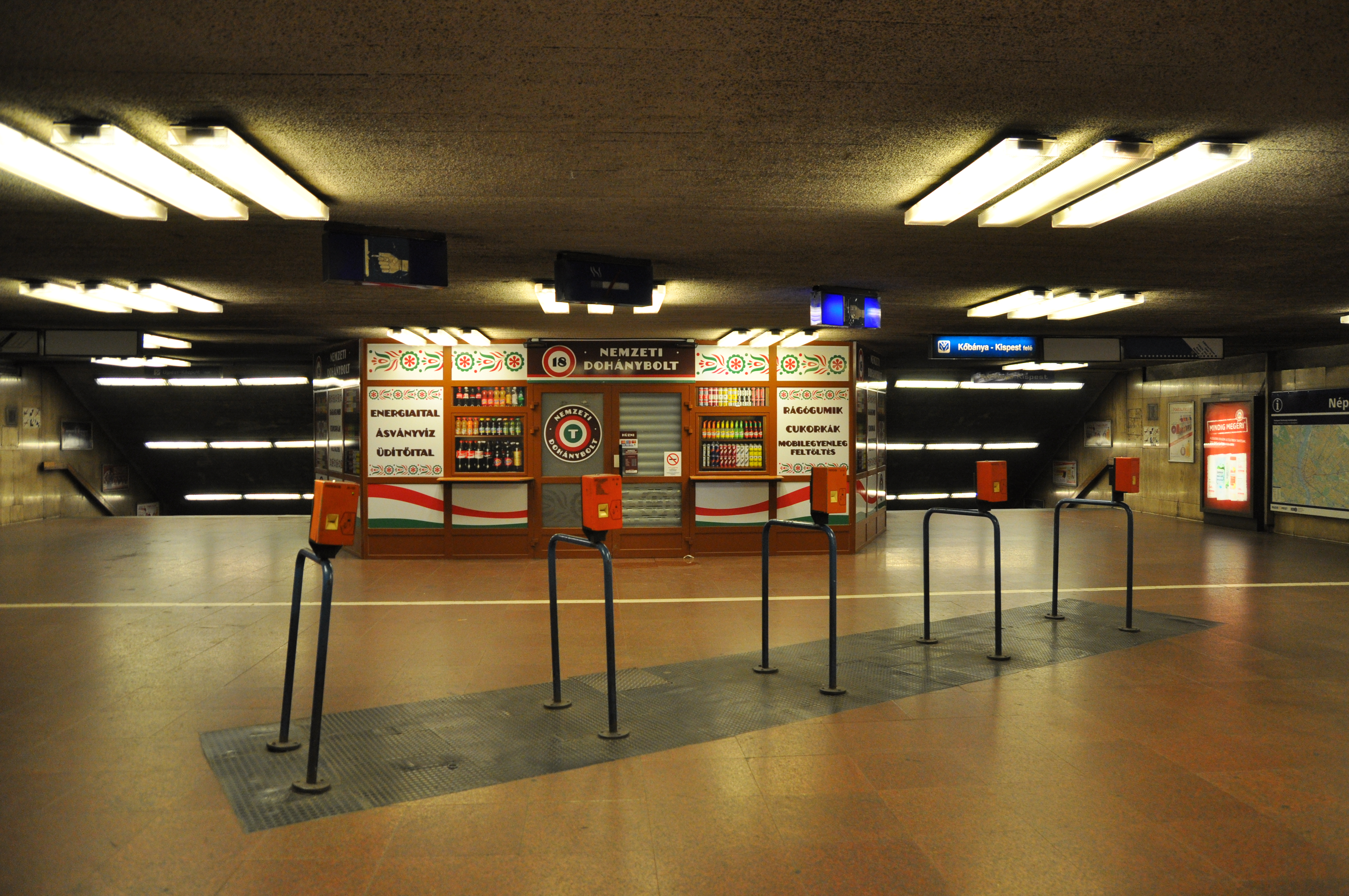
Az állomás aluljárószini bejárata felújítás előtt
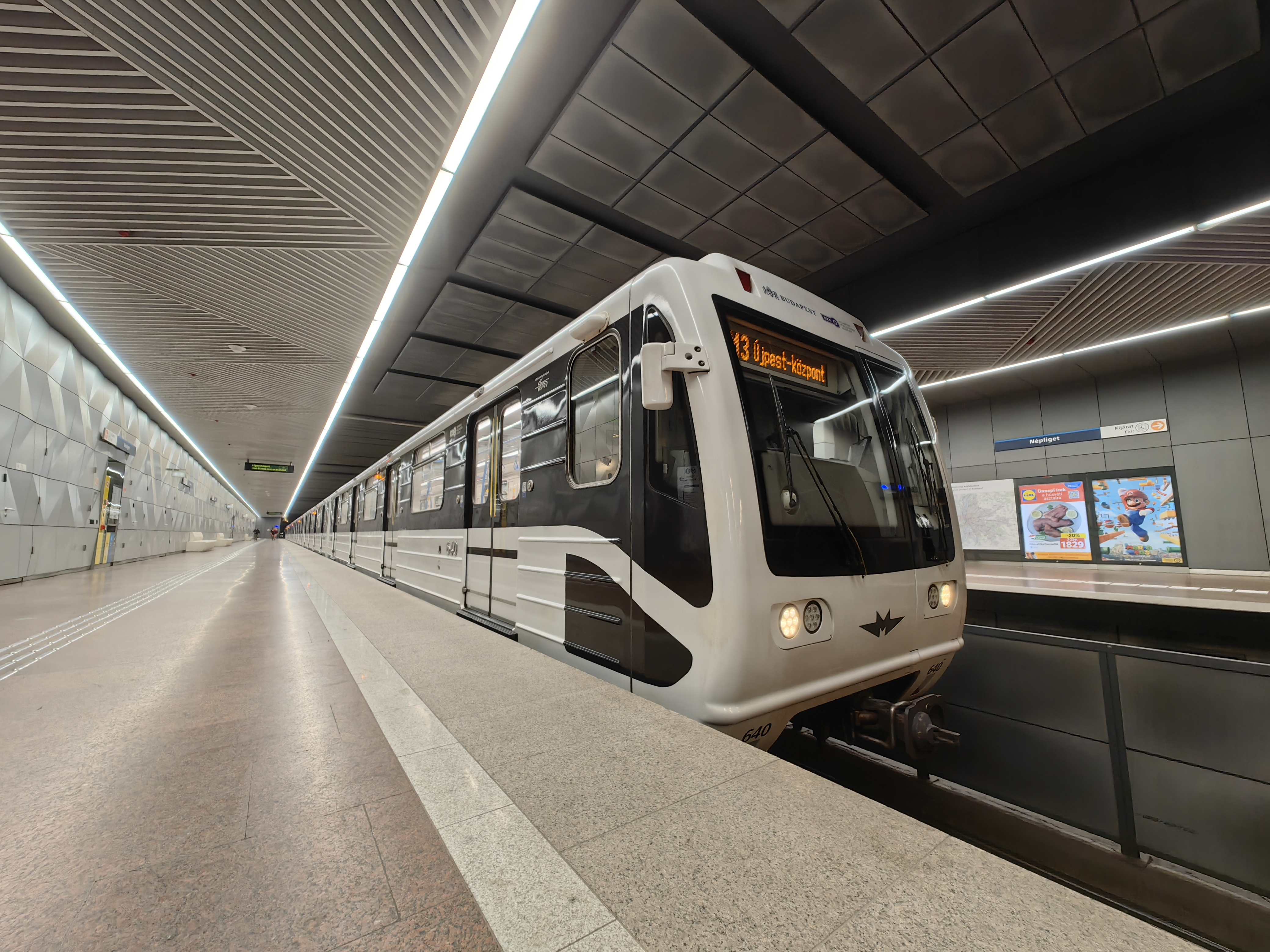
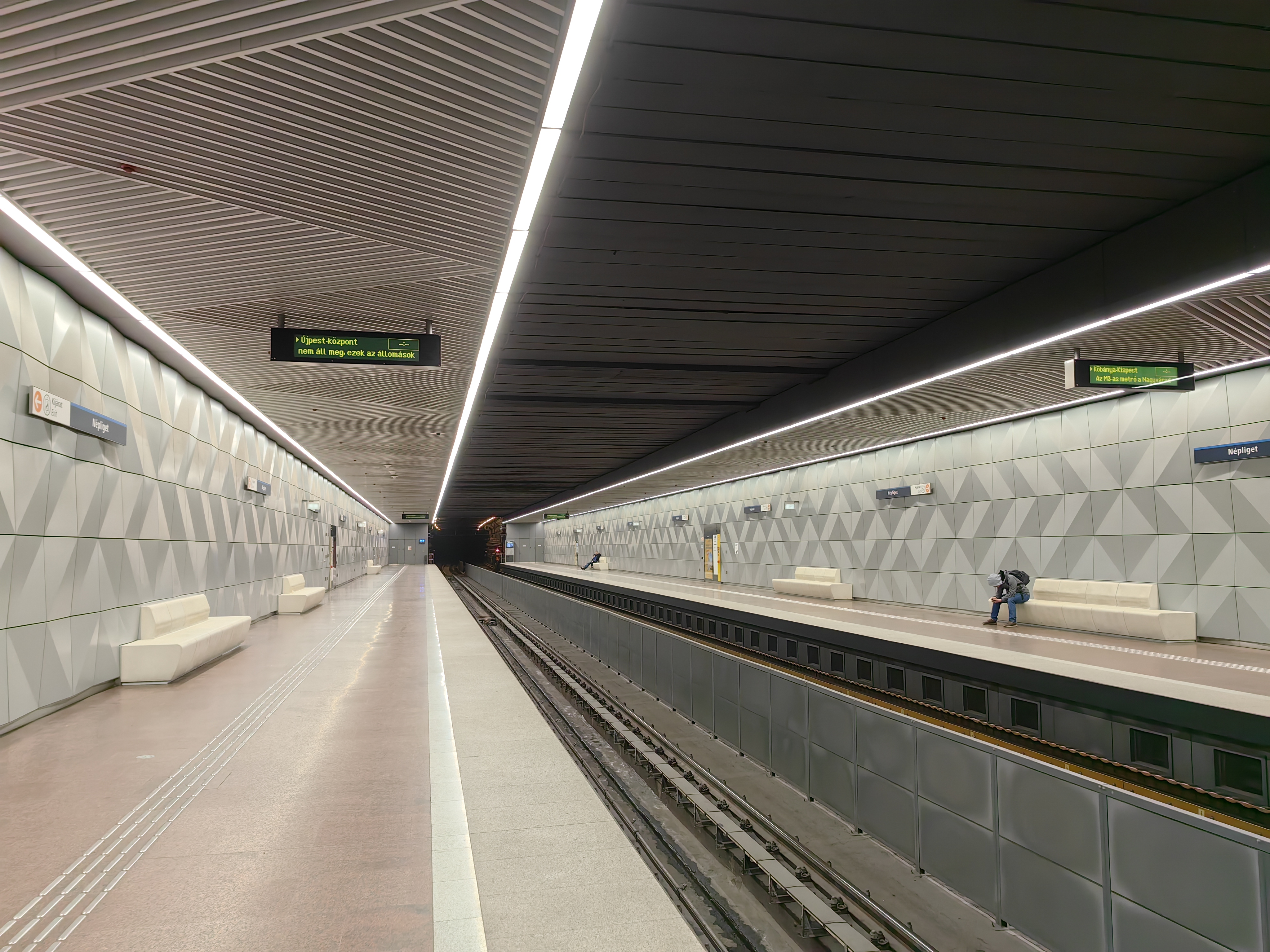
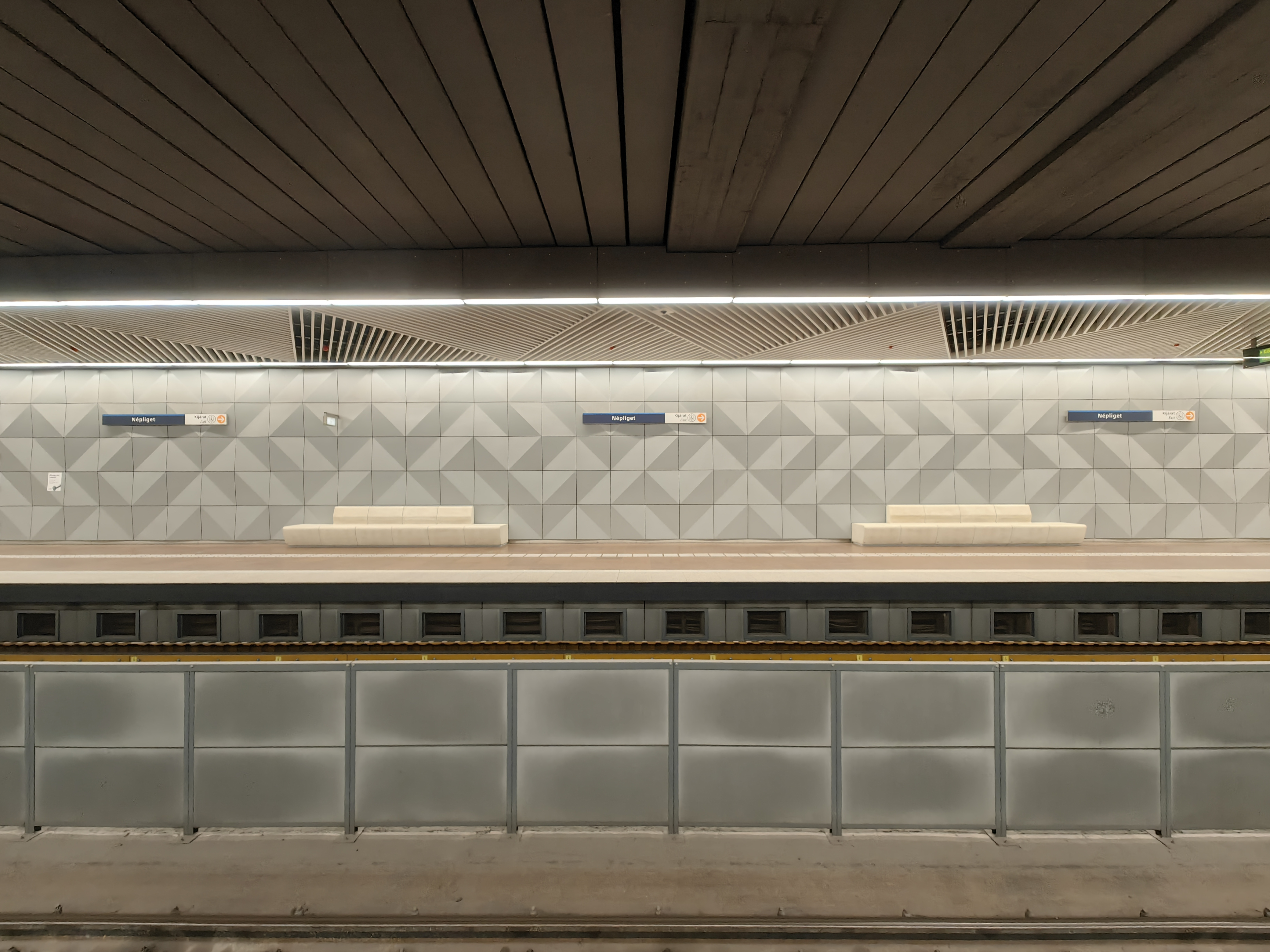